# Кастелача
Кастелача (итал. Castellaccia) је насеље у Италији у округу Гросето, региону Тоскана.
Према процени из 2011. у насељу је живело 79 становника. Насеље се налази на надморској висини од 22 м.